# Sedale Threatt
Pour les articles homonymes, voir Threatt.
Sedale Threatt, né le 10 septembre 1961 à Atlanta, aux États-Unis, est un joueur américain de basket-ball, évoluant au poste de meneur.

## Carrière
Sedale Threatt est un meneur de jeu qui dispute 951 matches NBA connu notamment pour avoir dû suppléer à Magic Johnson aux Lakers de Los Angeles après la découverte de sa séropositivité.